# Пил, Рубенс
Рубенс Пил (англ. Rubens Peale; 4 мая 1784, Филадельфия, Пенсильвания, США — 17 июля 1865, там же) — американский художник и натуралист, сын живописца Чарльза Уилсона Пила и первый директор основанного его отцом Музея Пила (будущий Муниципальный музей города Балтимор).

## Семья
Отец, Чарльз Уилсон Пил, был трижды женат. От первого брака с Рейчел Брюэр (1744—1790) родилось десять детей, из которых выжили пятеро, в том числе сыновья Рафаэль (р. 1774), Рембрандт (р. 1778) и Рубенс. От второго брака родились ещё шестеро детей, в том числе сыновья Тициан и Франклин. Отец, будучи художником, называл большинство своих детей в честь своих любимых живописцев. Рубенс был младшим из выживших сыновей от первого брака своего отца и средним ребёнком в большой семье.

## Биография
Рубенс, в отличие от своих братьев, с ранних лет обучавшихся живописи у отца, имел слабое зрение, потому изначально не готовился стать художником. Однако несмотря на это, последние десять лет своей жизни он брал уроки живописи и оставил после себя несколько картин, в основном пейзажей и натюрмортов. В 1803 году посещал занятия в Пенсильванском университете.
Вместе с братьями Рубенс Пил содействовал развитию музея естествознания, основанного их отцом. С 1810 по 1820 год Рубенс пробыл на посту директора музея своего отца, а после вместе с братом Рембрандтом руководил музеем Пила в Балтиморе. В 1825 году Рубенс Пил основал собственный музей естествознания в Нью-Йорке, который в 1840 году переименовал в Нью-йоркский музей естествознания и науки. В результате финансового кризиса, известного как Паника 1837 года, музей оказался в долгах, и в 1843 году Пил был вынужден продать свою коллекцию Финеасу Тейлору Барнуму, основателю конкурирующего Американского музея Барнума.
После закрытия музея Пил переехал в Поттстаун, Пенсильвания, к семье своей жены, где увлекся гипнозом и спиритизмом, о чём писал в письмах своему брату Рембрандту. В 1855 году Рубенс Пил начал вести дневник, а также начал брать занятия живописью у Эдварда Морана. За последующие десять лет он создал 130 картин.

## Личная жизнь
В 1820 году Рубенс Пил женился на Элизе Берд Паттерсон (1795—1864), от которой имел шестерых детей: Чарльза Уилсона (названного в честь деда), Джорджа Паттерсона, Уильяма, Джеймса Берда, Эдварда Берда и дочь Мери Джейн, которая также стала художницей. Сын Чарльза Уилсона, внук Рубенса Пила, Альберт Чарльз Пил, стал знаменитым геологом и палеоботаником.

## Галерея

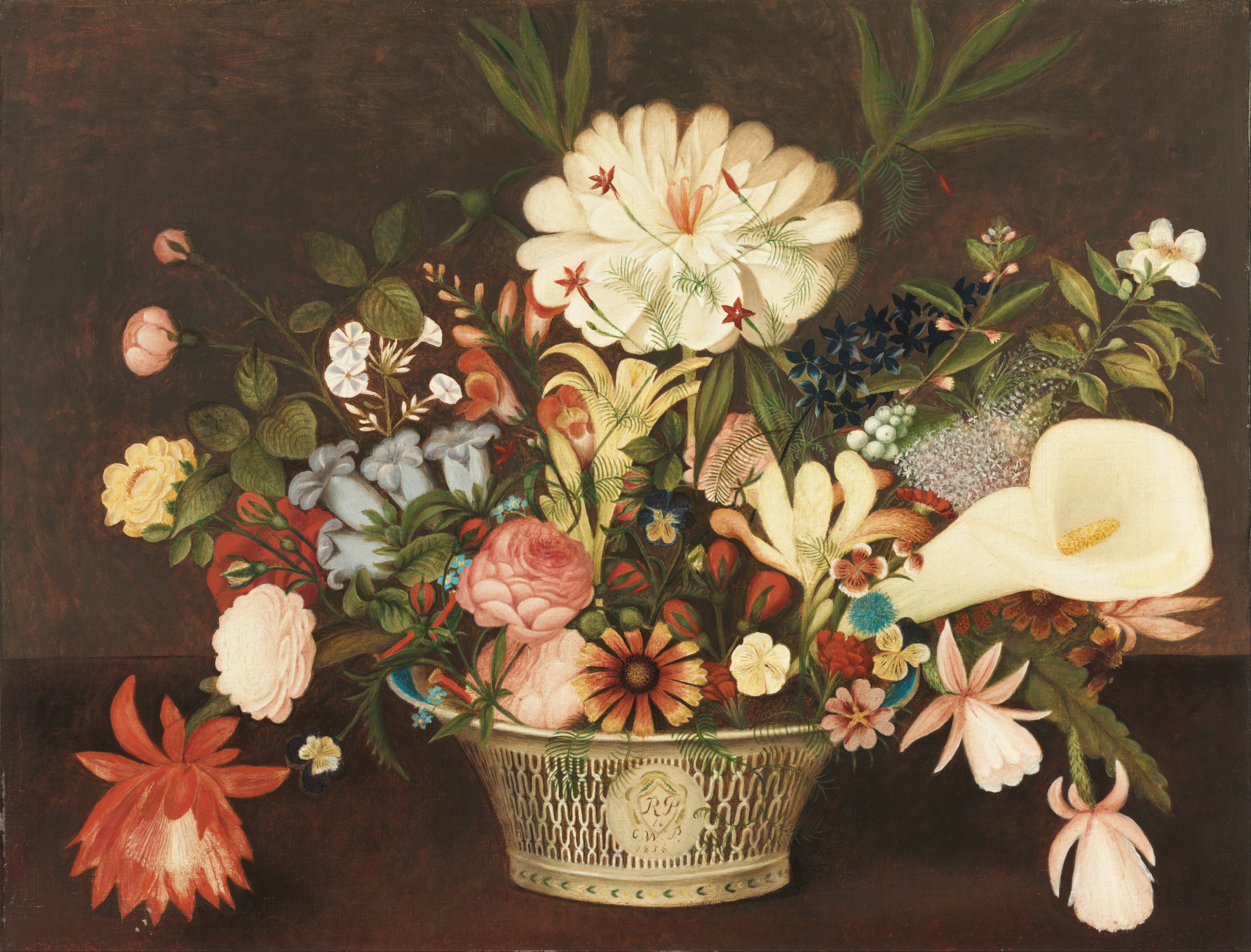
Из сада, 1856
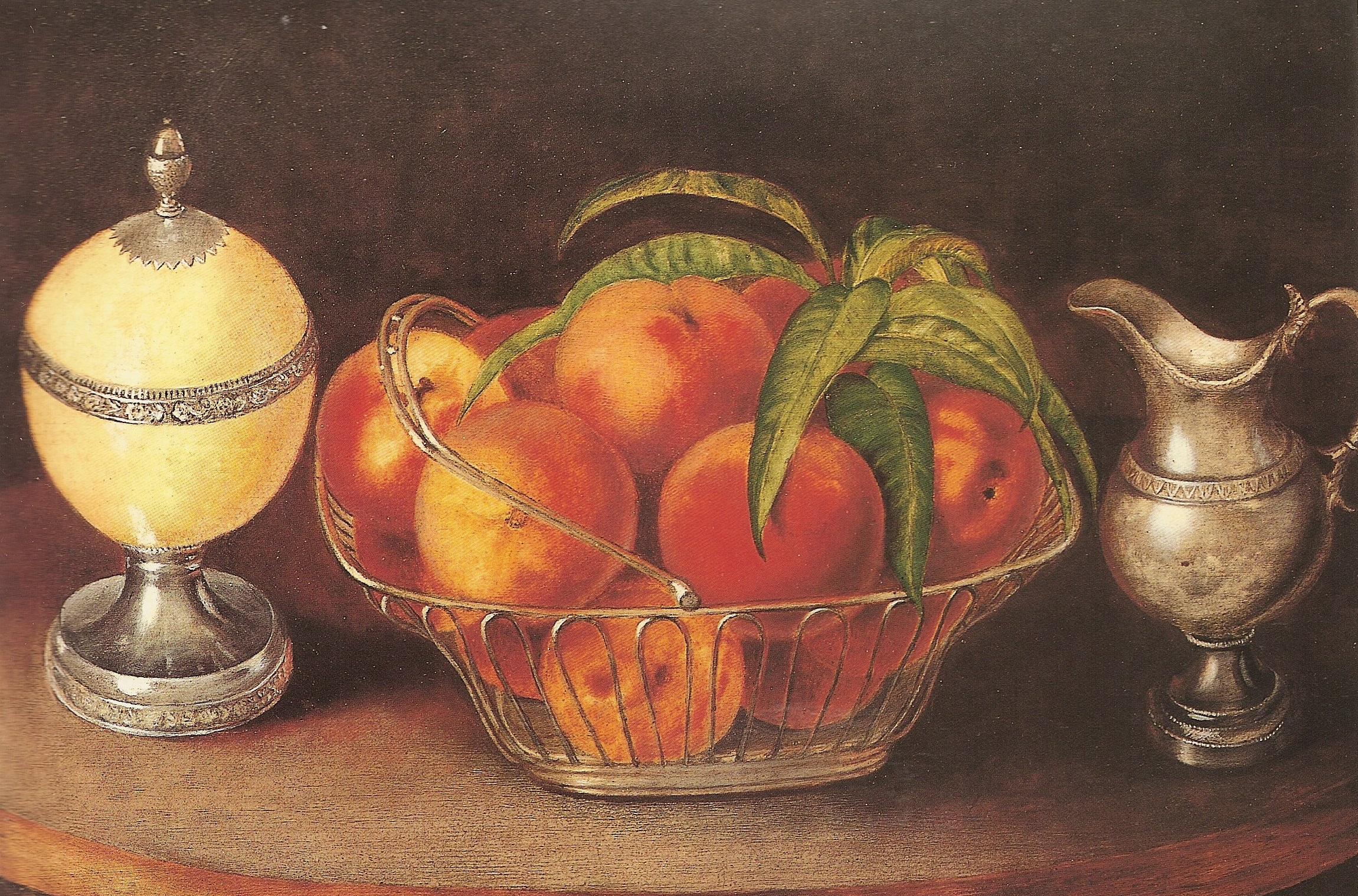
Корзина персиков со страусиным яйцом и сливками, 1856—1859
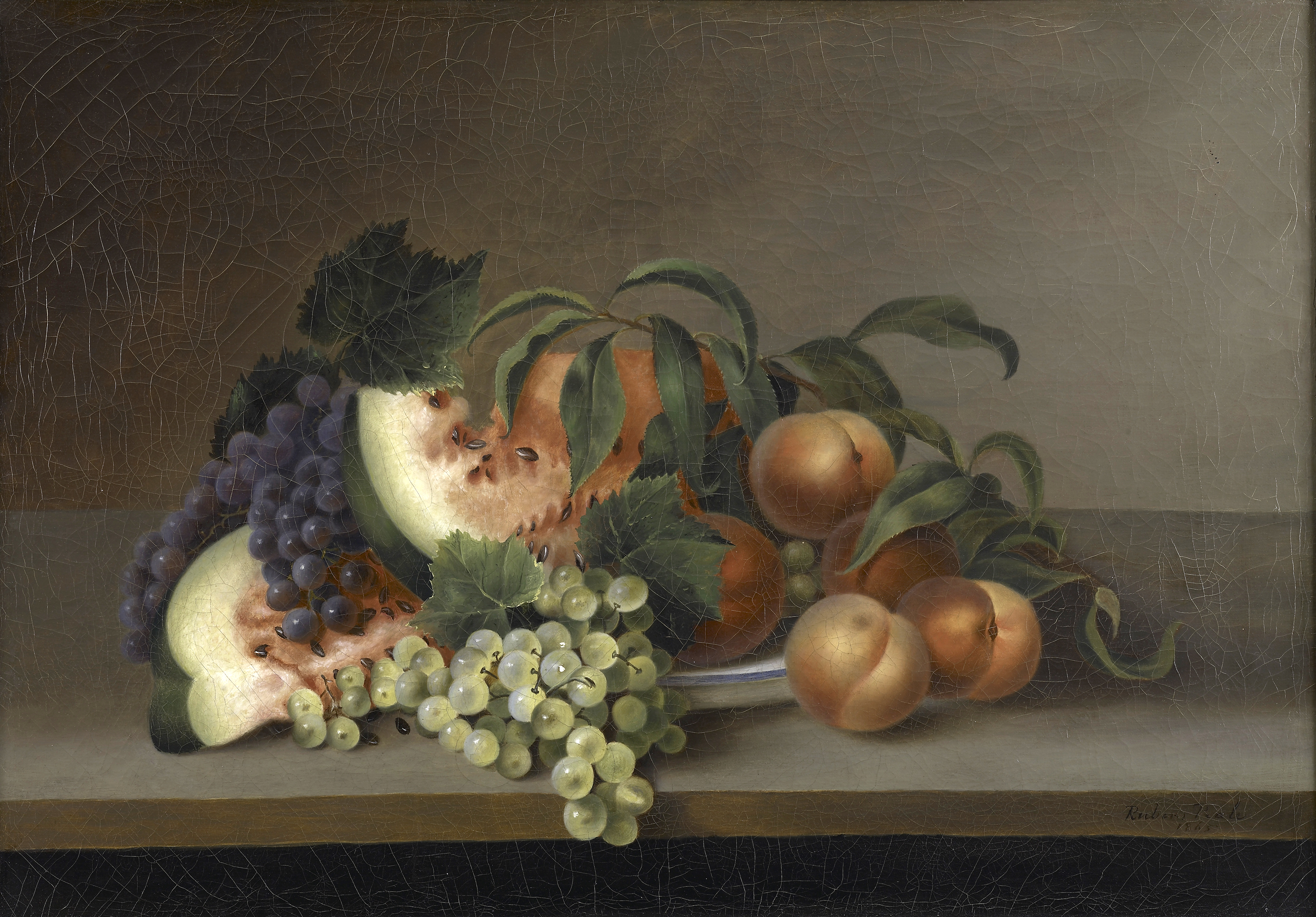
Натюрморт с арбузом, 1865
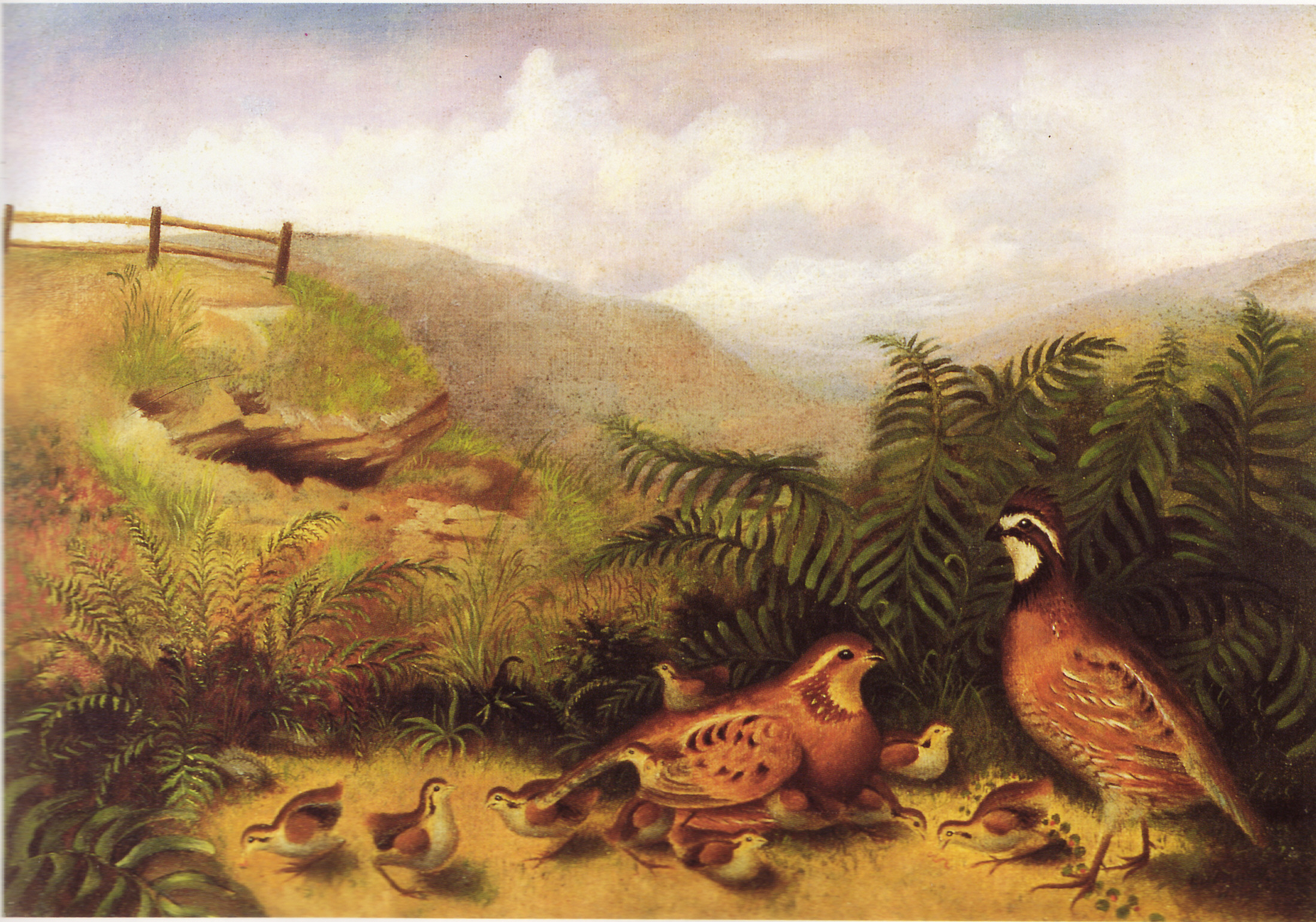
Пейзаж с перепёлками